# Mademoiselle Lange como Dánae
Mademoiselle Lange como Dánae (en francés, Mademoiselle Lange en Danaé) es un cuadro ovalado dentro de un marco rectangular del pintor francés Anne-Louis Girodet de Roussy-Trioson. Esta pintura satírica de la actriz Anne Françoise Elisabeth Lange como Dánae sustituyó a una Venus durante los dos últimos días en el Salón de París de 1799, tras una disputa entre el artista y la modelo. Actualmente, forma parte de la colección del Instituto de Artes de Mineápolis.

## Historia
El artista Girodet y Mademoiselle Lange (como se la conocía sobre los escenarios) se cruzaron por primera vez en el Salón de 1793. Girodet había sido alumno de Jacques-Louis David, y acababa de hacerse famoso con su obra El sueño de Endimión, mientras la señorita Lange ya era una destacada actriz y socia de la Comédie-Française. Su figura aparecía en Sylvie de Jean-François Gilles Colson, que se exhibía también allí.
Seis años más tarde, en 1798, como regalo a su marido recién casado, Michel-Jean Simons, la ahora señora Simons encargó un retrato a Girodet, quien a su pedido pintó a la actriz como la diosa romana Venus. A Anne Françoise Elisabeth Lange le gustó tan poco el cuadro que en una carta escrita al artista le pidió que retirara la obra del Salón y ofreció sólo la mitad del precio solicitado por Girodet. Además, escribió que su trabajo comprometía no sólo su reputación de belleza, sino también la de él como artista emergente.

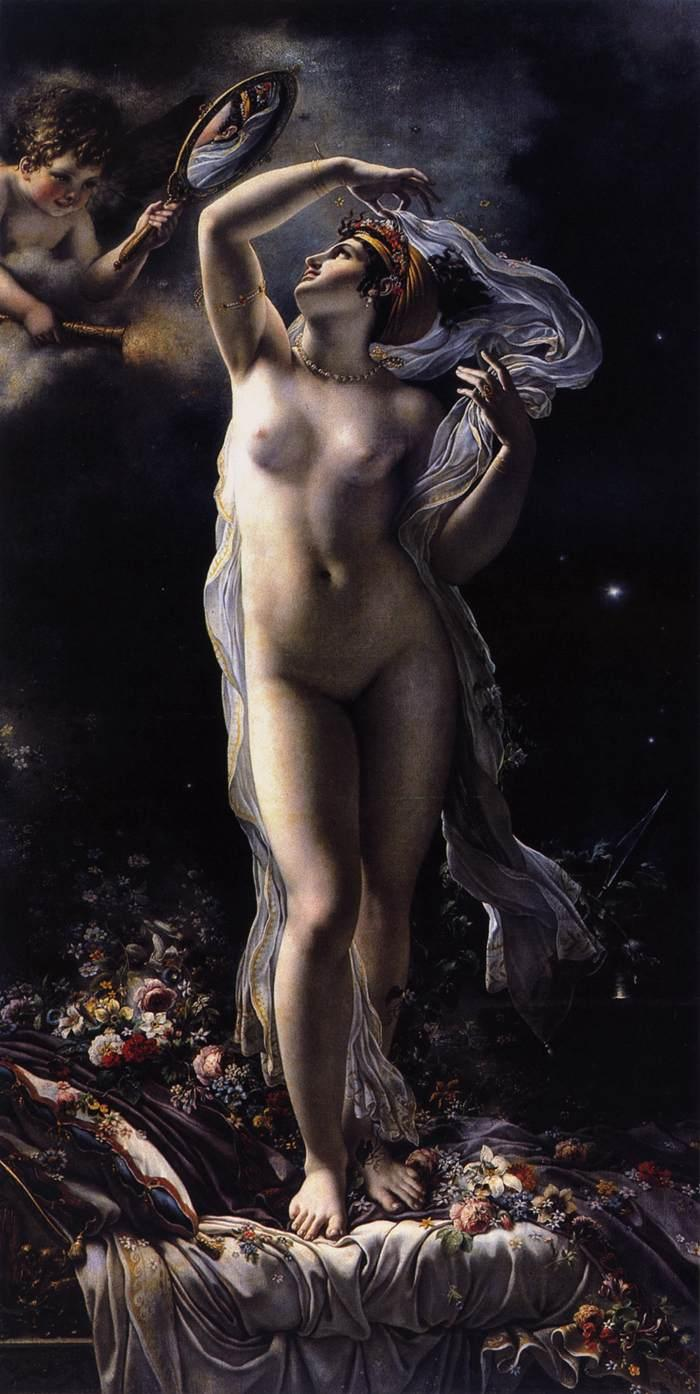
Venus, rechazada por Mademoiselle Lange y dañada por el artista (1798, Museo de Bellas Artes de Leipzig).

Furioso, Girodet, de treinta y dos años, comenzó a trabajar rápidamente en un nuevo cuadro de Mademoiselle Lange ahora como Dánae. La pintura está codificada deliberadamente con detalles ocultos de su vida íntima, en un intento de difamarla. El 2 de agosto de 1799, Girodet orquestó su venganza. Después de deshacerse de la Venus cortándola en cuatro partes, Girodet hizo colgar en el Salón Carré su nueva representación de Mademoiselle Lange como Dánae, después de haber trabajado en ella durante diecinueve días.

## Descripción
Se representa a Mademoiselle Lange sentada en el borde de su lecho, recogiendo una lluvia de piezas de oro en una sábana azul. Girodet utilizó esta escena típica del episodio de la lluvia dorada asociada con Dánae para retratar a Mademoiselle Lange como una persona avara, si no directamente como una prostituta codiciosa. La pequeña niña con alas de mariposa, siendo así una Psique (si fuera varón sería Cupido) que la ayuda a recoger las monedas de oro es Palmyre, la hija ilegítima que tuvo de una relación con un banquero. Las acompaña un pavo común que lleva un anillo de bodas en la pata. Esto simboliza a su marido, Simons. Detrás hay un niño, que representa al hijo tenido de su marido, que recoge las plumas de pavo real (símbolo de vanidad) que crecen en el pavo. La mujer y los niños están desnudos pero tienen la cabeza adornada con tocados hechos con plumas de pavo real.
Dos palomas blancas estuvieron atadas a una balanza dorada y cada una tiene un collar con una inscripción en latín en el cuello. Una alusión al adulterio (con la palabra latina fidelitas) se encuentra alrededor del cuello del pájaro cuya ala izquierda ha sido herida por una de las monedas de oro y está sangrando. La otra (constancia) está escrita alrededor del cuello del pájaro que ha escapado volando, implicando nuevamente que su carácter es voluble.
Al fondo a la derecha, una estatuilla de la Abundancia está débilmente iluminada por una pequeña lámpara cuyo resplandor ha atraído a algunas polillas. En la base de la efigie hay otra expresión en latín: bonæ spei et. laribus sacrum, es decir, "sagrario a la buena esperanza y a los Lares". Encima de la mujer hay una araña, cuya telaraña recoge algunas de las monedas que caen desde arriba.
Además, las cuatro esquinas del marco estaban decoradas con simulados camafeos en relieve, cada uno de los cuales contiene frases o lemas en latín.
| Imagen   | latín                                                                                | Fuente                     | Traducción                                       |
| -------- | ------------------------------------------------------------------------------------ | -------------------------- | ------------------------------------------------ |
| Sirena   | desin[a]t en piscem mulier formosa superne [spectatum admissi] risum teneatis amici? | Ars poética de Horacio     | La bella mujer de arriba termina en pez.         |
| Criatura | desin[a]t en piscem mulier formosa superne [spectatum admissi] risum teneatis amici? | Ars poética de Horacio     | ¿Podrían evitar reírse, amigos?                  |
| Oro      | Trahit sua quemque voluptas                                                          | Segunda égloga de Virgilio | Cada uno se siente atraído por su propio placer. |
| Buey     | nec pluribus impar                                                                   | Atribuido a Luis XIV       | No inferior a la mayoría                         |

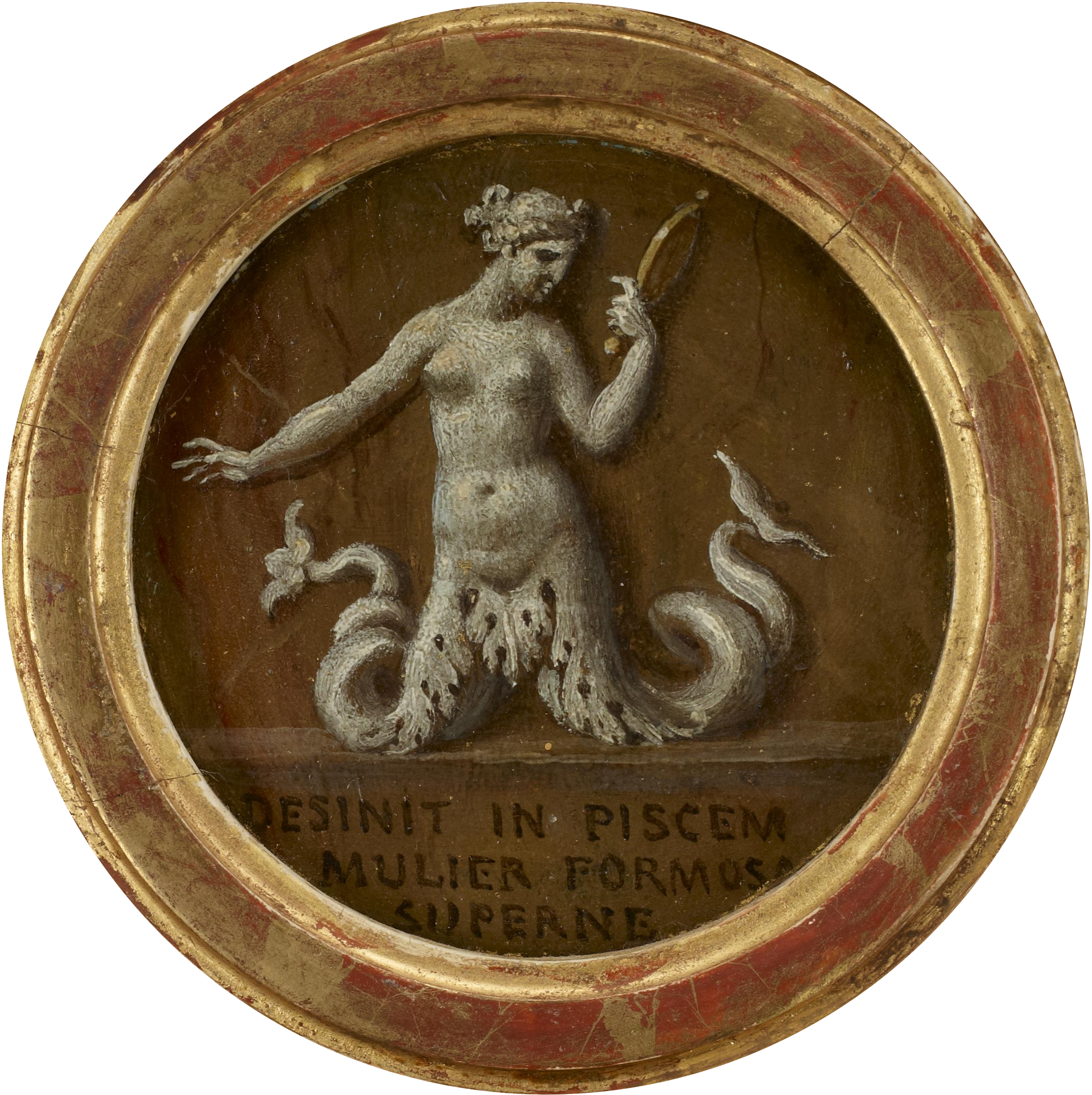
Una sirena contemplándose en el espejo.
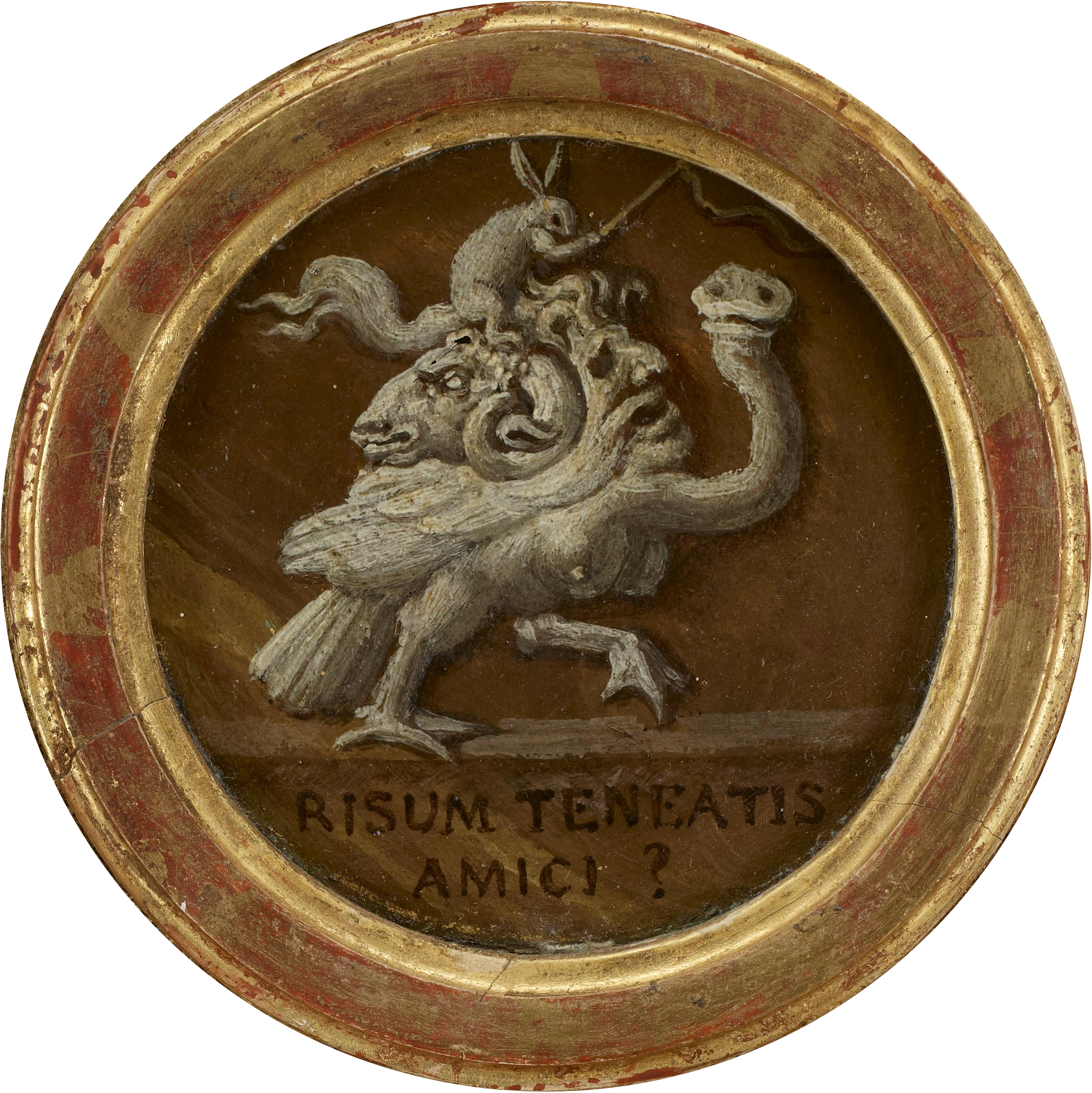
Una criatura estrafalaria montada por un conejo con una fusta.
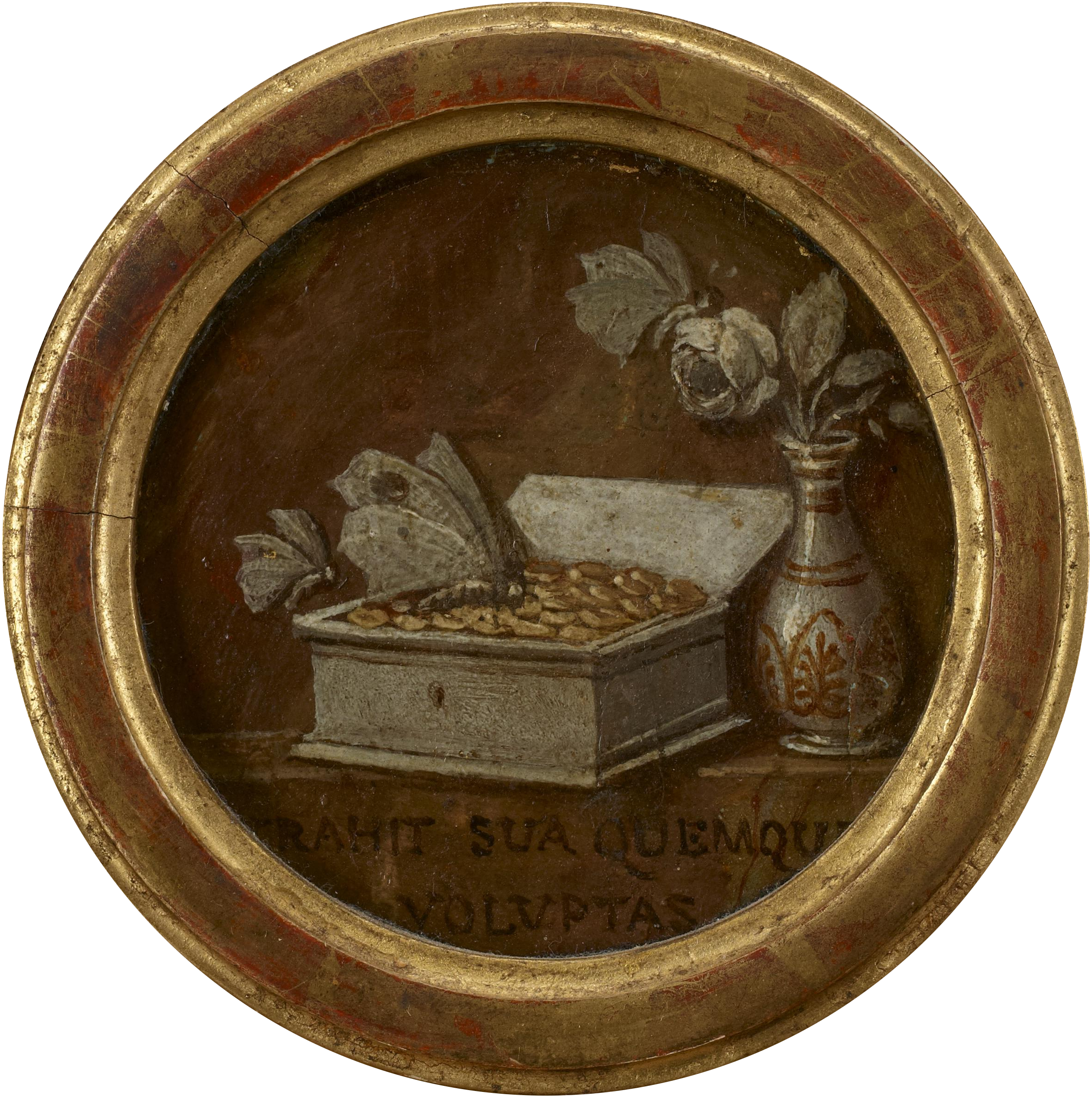
Una cajita llena de monedas que atrae a las polillas. Al lado, un jarrón con una rosa.
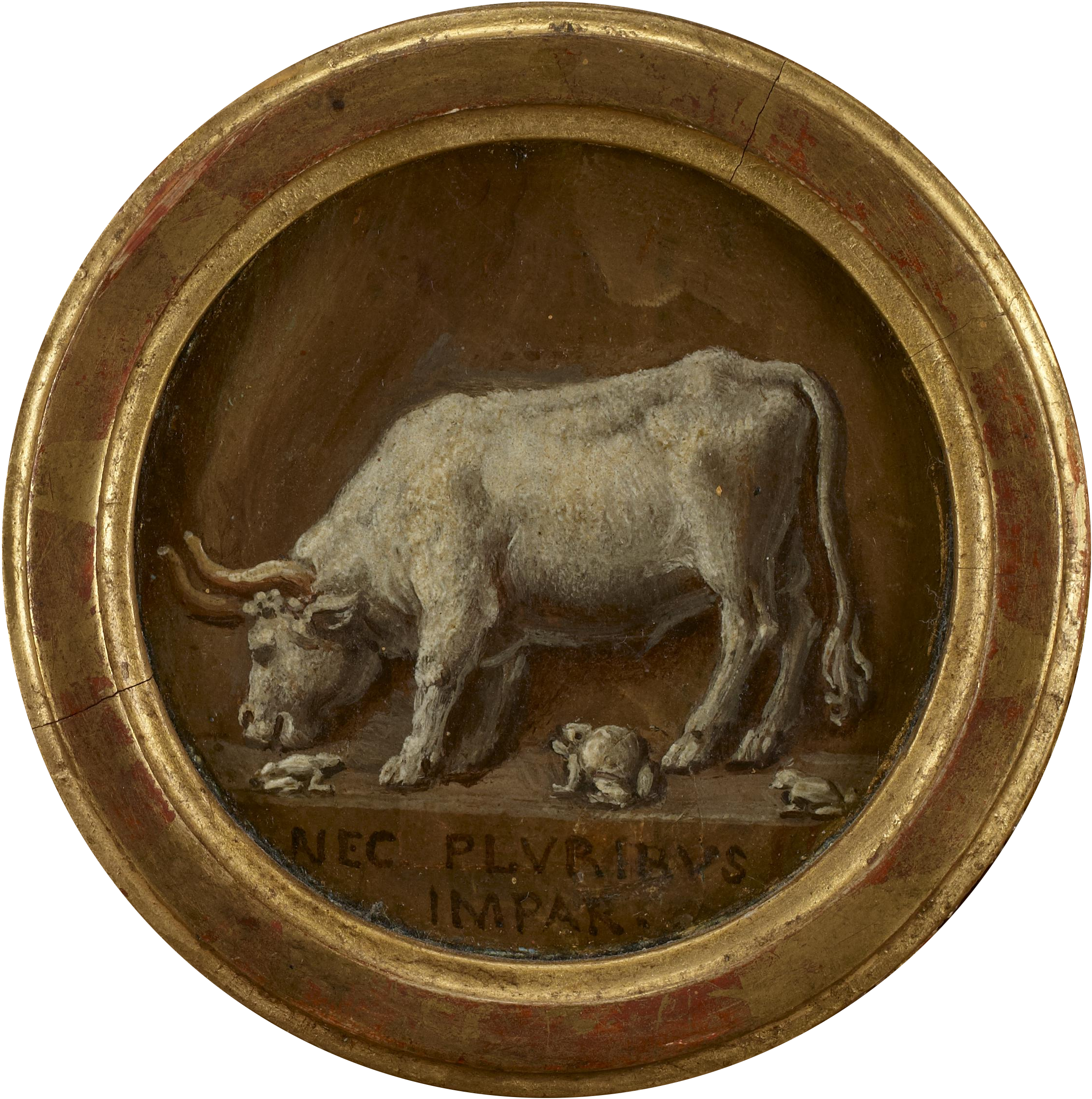
Un toro y unas ranas, referencia a la versión de La Fontaine de la fábula de Esopo La rana y el toro.

Su espejo de mano, ahora roto y que ya no produce ningún reflejo, es un atributo de Vanitas que se usa en conjunto con la sirena; Elisabeth Lange no sería capaz de ver sus propios defectos. En el suelo, un rollo de la comedia Asinaria de Plauto está quemándose junto a su sandalia, debido a la caída de una antorcha. La comedia no está elegida al azar, ya que habla de dinero, amor y burros.
Otro amante de Mademoiselle Lange, retirado de su pedestal, está representado en el área oscura bajo el lecho de Dánae. Considerada de sátiro por algunos estudiosos, la cabeza retorcida en una mueca, está coronada por hojas de parra y parece portar un peluquín donde se insinúa el nombre de N. Leuthrop; un caracol descansa sobre una de las hojas.  Se dice que Beauregard pagó una gran cantidad de dinero por medio día de su tiempo, lo que está simbolizado por la moneda de oro incrustada en el ojo derecho de la cabeza.
El pie del lecho de Mademoiselle Lange se ha roto y está calzado por un trozo de ladrillo. Un ratón, atrapado en una trampa, da vueltas junto al rostro del marqués ilegítimo de Beauregard.

## Impacto
Aunque la Dánae sólo estuvo expuesta unos días, se mostró en el Louvre en el apogeo del Directorio. Deseando ser olvidada, Mademoiselle Lange dejó Francia para ir a Italia, lejos de sus admiradores. Unos años más tarde, regresó a París para visitarla y ver cómo había cambiado la ciudad. Allí vio una copia de la Dánae de Girodet, tras lo cual comentó que ese retrato "me hará morir de dolor" (Ce portrait me fera mourir de chagrin). Mademoiselle Lange permaneció en Florencia hasta su muerte en 1816.
El propio Girodet se arrepintió más tarde de haber realizado el cuadro y no quiso mostrárselo a sus amigos.

## Imágenes

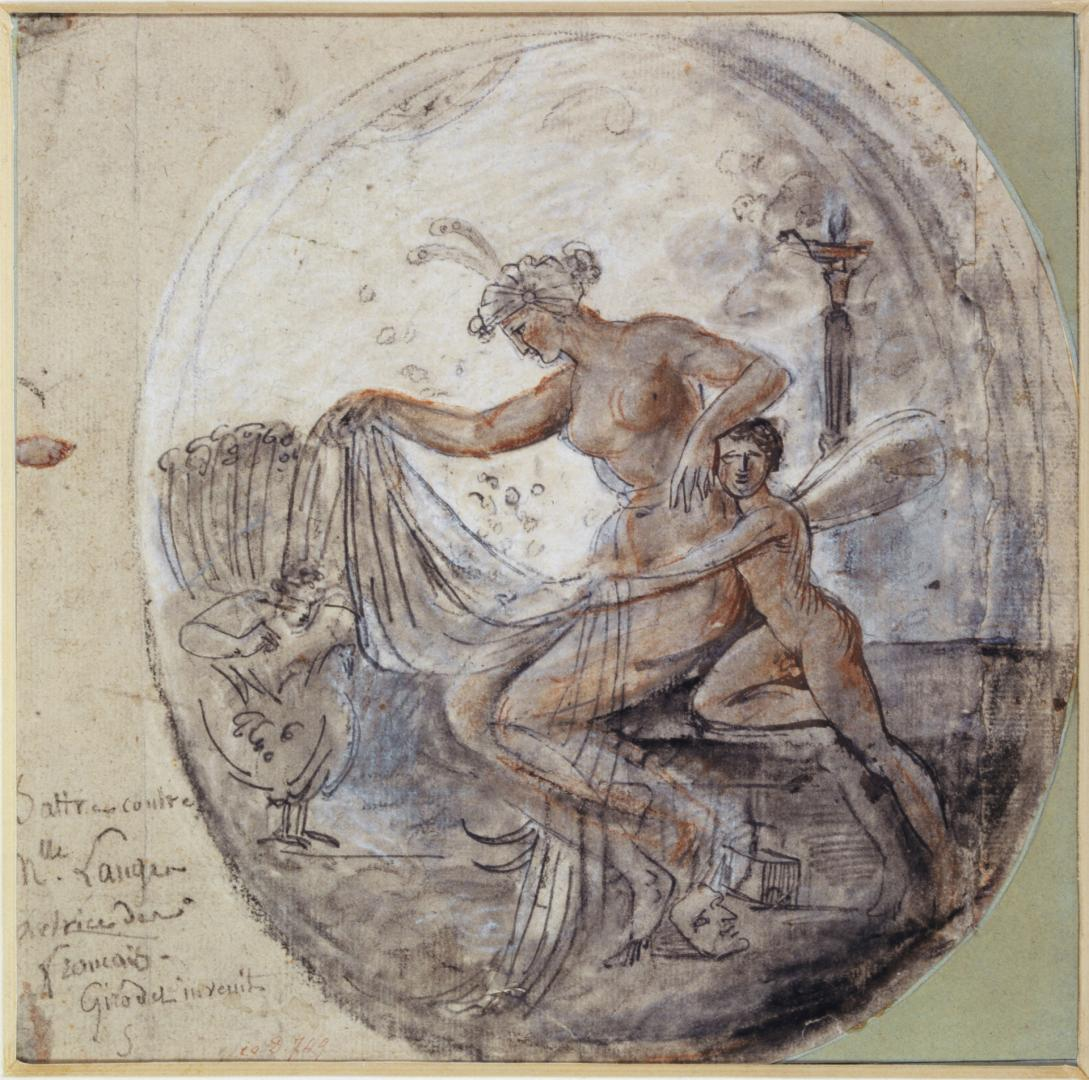
Un boceto del lienzo.
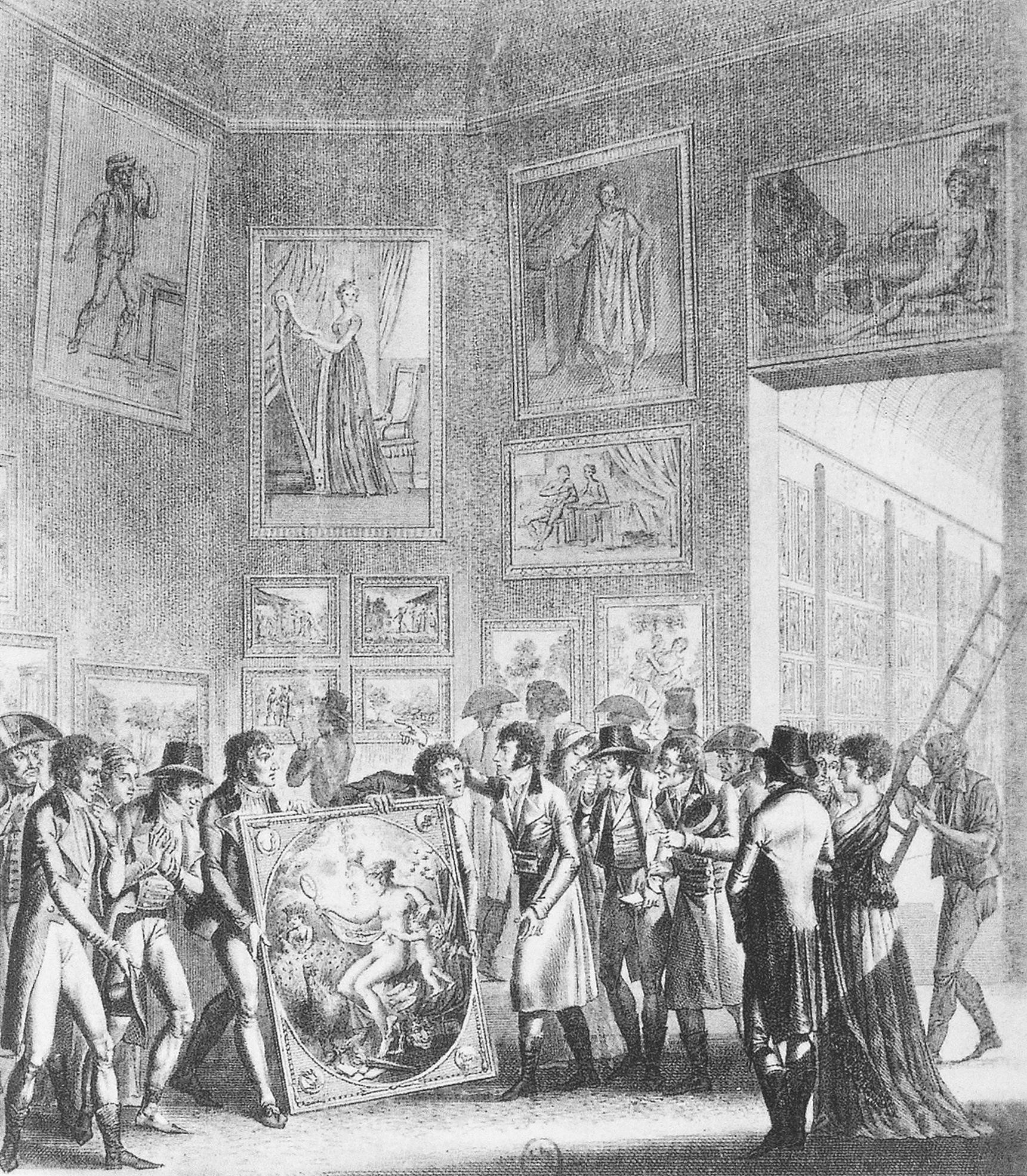
Girodet dirigiendo la colocación de la Dánae en el Salón Carré, en un grabado contemporáneo de Naudet.
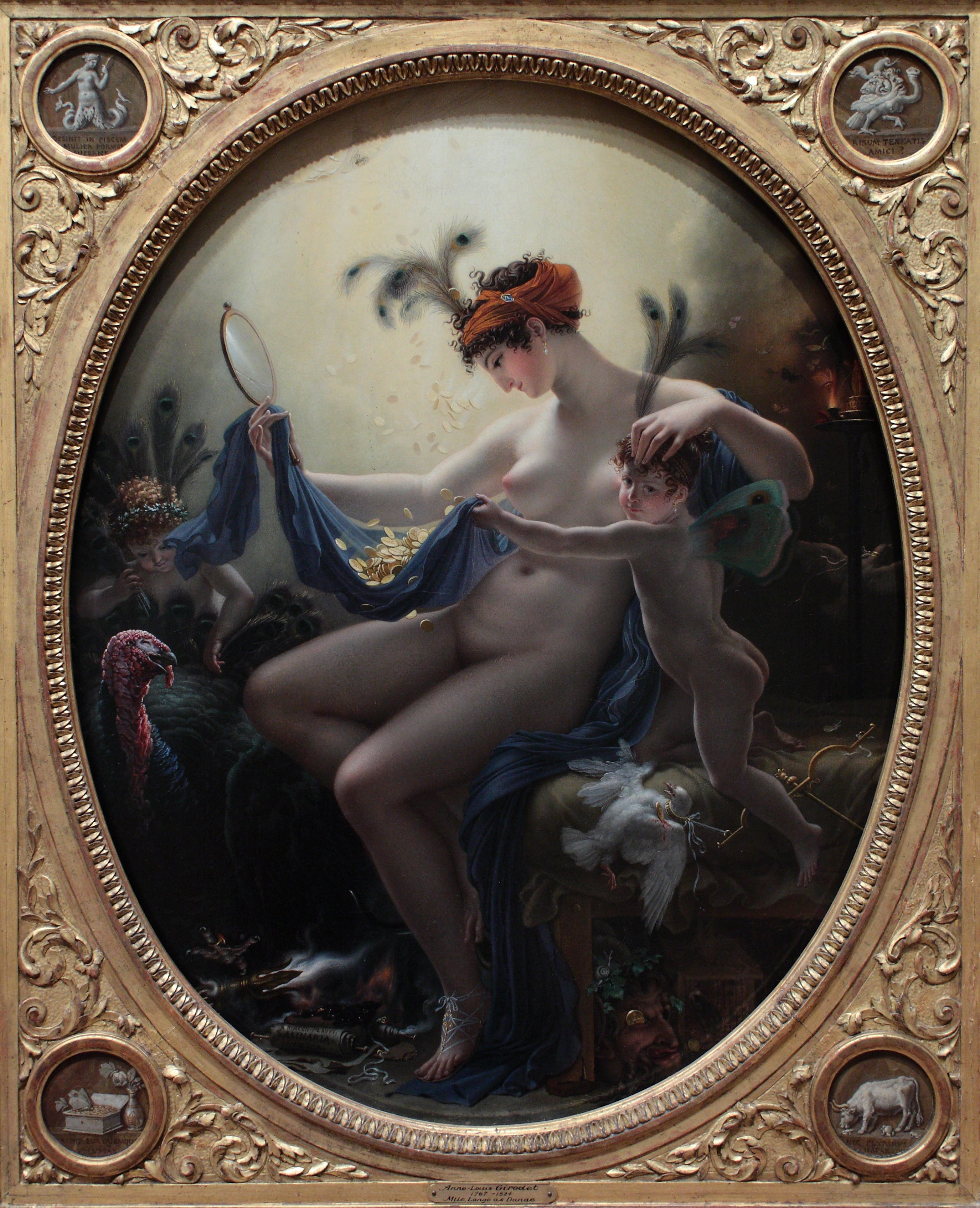
El cuadro con su marco.